# Bettes
Bettes ist eine französische Gemeinde mit 60 Einwohnern (Stand 1. Januar 2022) im Département Hautes-Pyrénées in der Region Okzitanien (vor 2016: Midi-Pyrénées). Sie gehört zum Arrondissement Bagnères-de-Bigorre und zum Kanton La Vallée de l’Arros et des Baïses.
Die Einwohner werden Bettois und Bettoises genannt.

## Geographie
Bettes liegt circa fünf Kilometer östlich von Bagnères-de-Bigorre in der historischen Grafschaft Bigorre.
Umgeben wird Bettes von den sechs Nachbargemeinden:
|      | Castillon                                   | Bourg-de-Bigorre |
| Uzer | Kompassrose, die auf Nachbargemeinden zeigt | Espieilh         |
|      | Lies                                        | Esconnets        |

Bettes liegt im Einzugsgebiet des Flusses Adour.
Der Ruisseau Bidaudos, ein Nebenfluss des Arros durchquert das Gebiet der Gemeinde ebenso wie sein Nebenfluss, der Ruisseau Barros, der hier entspringt.
Bettes wird außerdem von Ruisseau de Lies bewässert, einem Nebenfluss des Luz.

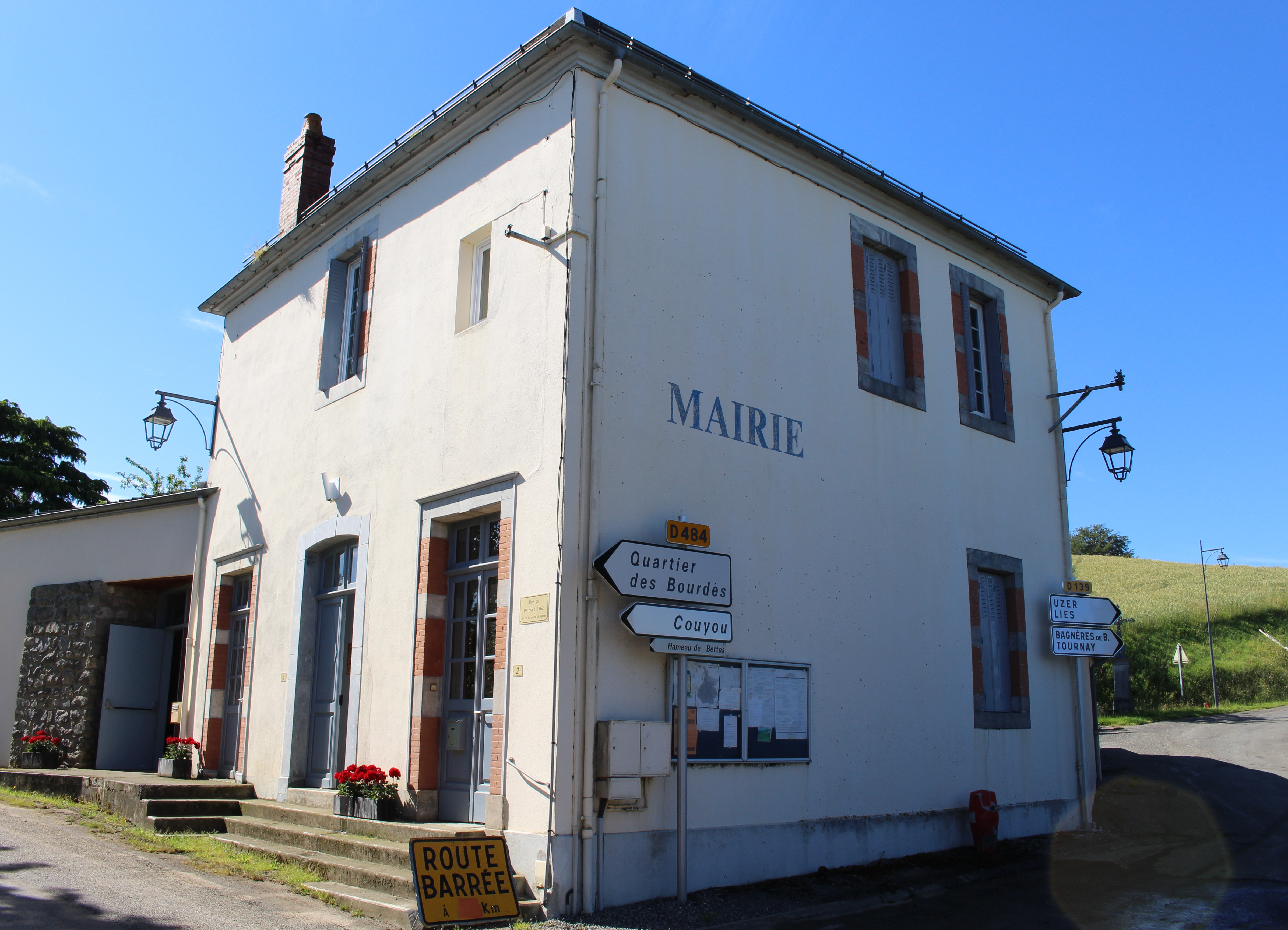
Bürgermeisteramt (Mairie) von Bettes

## Toponymie
Der okzitanische Name der Gemeinde heißt Bètas. Mehrere Theorien versuchen, den Ursprung zu erklären, der insgesamt jedoch unklar bleibt.
Der Spitzname der Bewohner der Gemeinde lautet Eths pelats (deutsch die Armen).
Toponyme und Erwähnungen von Bettes waren:
- A Betas (gegen 1200–1230, Kopialbuch der Grafschaft Bigorre),
- De Betas (1313, Steuerliste Debita regi Navarre),
- De Vetis (1342, Kirchenregister von Tarbes),
- de Betis (1379, Prokuration Tarbes),
- Vetas (1429, Steuerliste der Grafschaft Bigorre),
- Betas (1541, ADPA, B 1010),
- Bettes (1750, Karte von Cassini),
- Betes (1760 und 1790, Larcher, Kirchenregister von Tarbes bzw. Département 1),
- Bettes (1793 und 1801, Notice Communale bzw. Bulletin des lois).[3][4][5]

## Einwohnerentwicklung

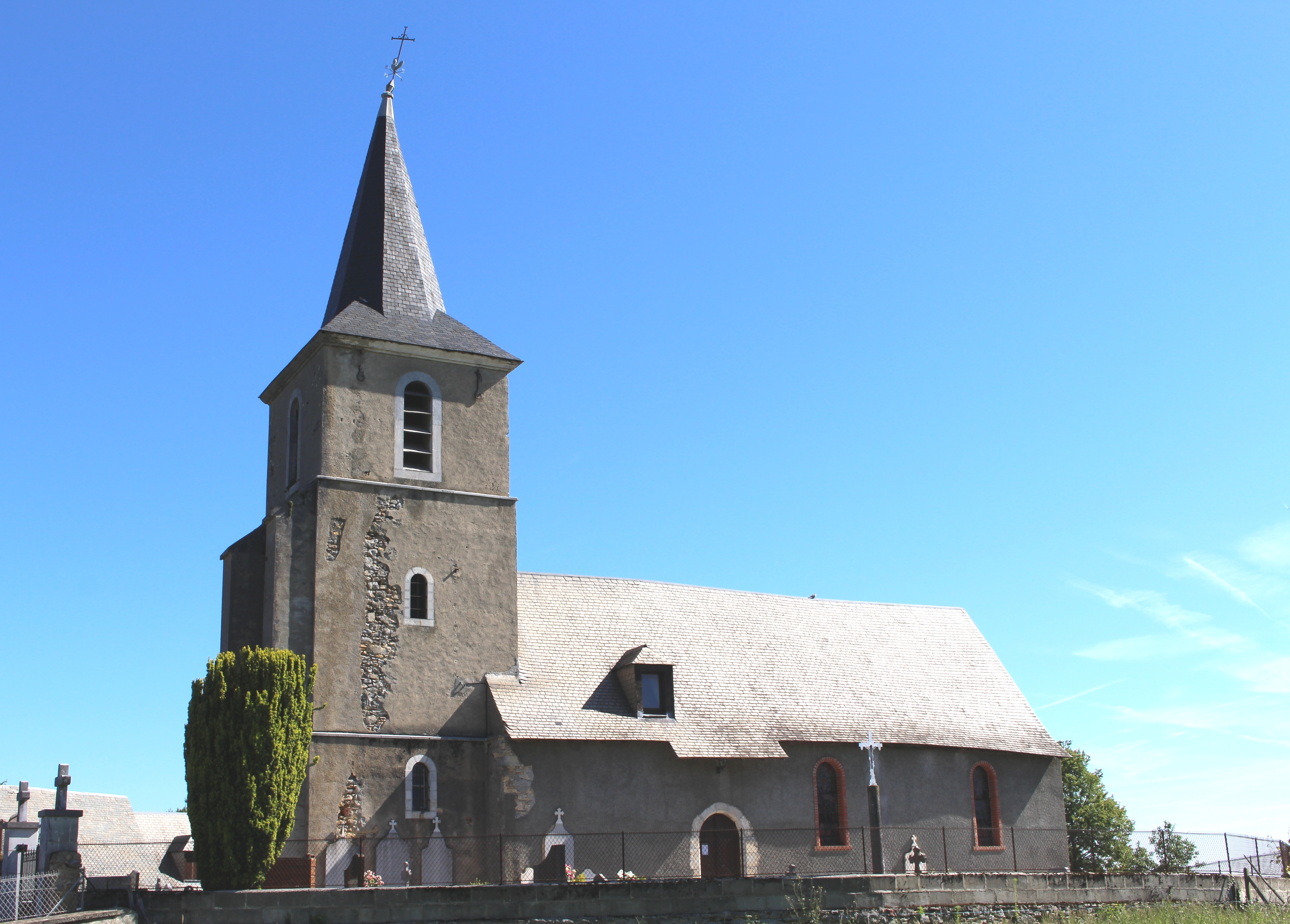
Pfarrkirche Saint-Pierre

Nach Beginn der Aufzeichnungen stieg die Einwohnerzahl bis zur Mitte des 19. Jahrhunderts auf einen Höchststand von 230. In der Folgezeit sank bis heute die Größe der Gemeinde bei nur relativ kurzen Erholungsphasen.
| Jahr      | 1962 | 1968 | 1975 | 1982 | 1990 | 1999 | 2006 | 2011 | 2022 |
| --------- | ---- | ---- | ---- | ---- | ---- | ---- | ---- | ---- | ---- |
| Einwohner | 102  | 79   | 72   | 76   | 66   | 62   | 73   | 65   | 60   |

## Sehenswürdigkeiten
- Pfarrkirche Saint-Pierre

## Wirtschaft und Infrastruktur

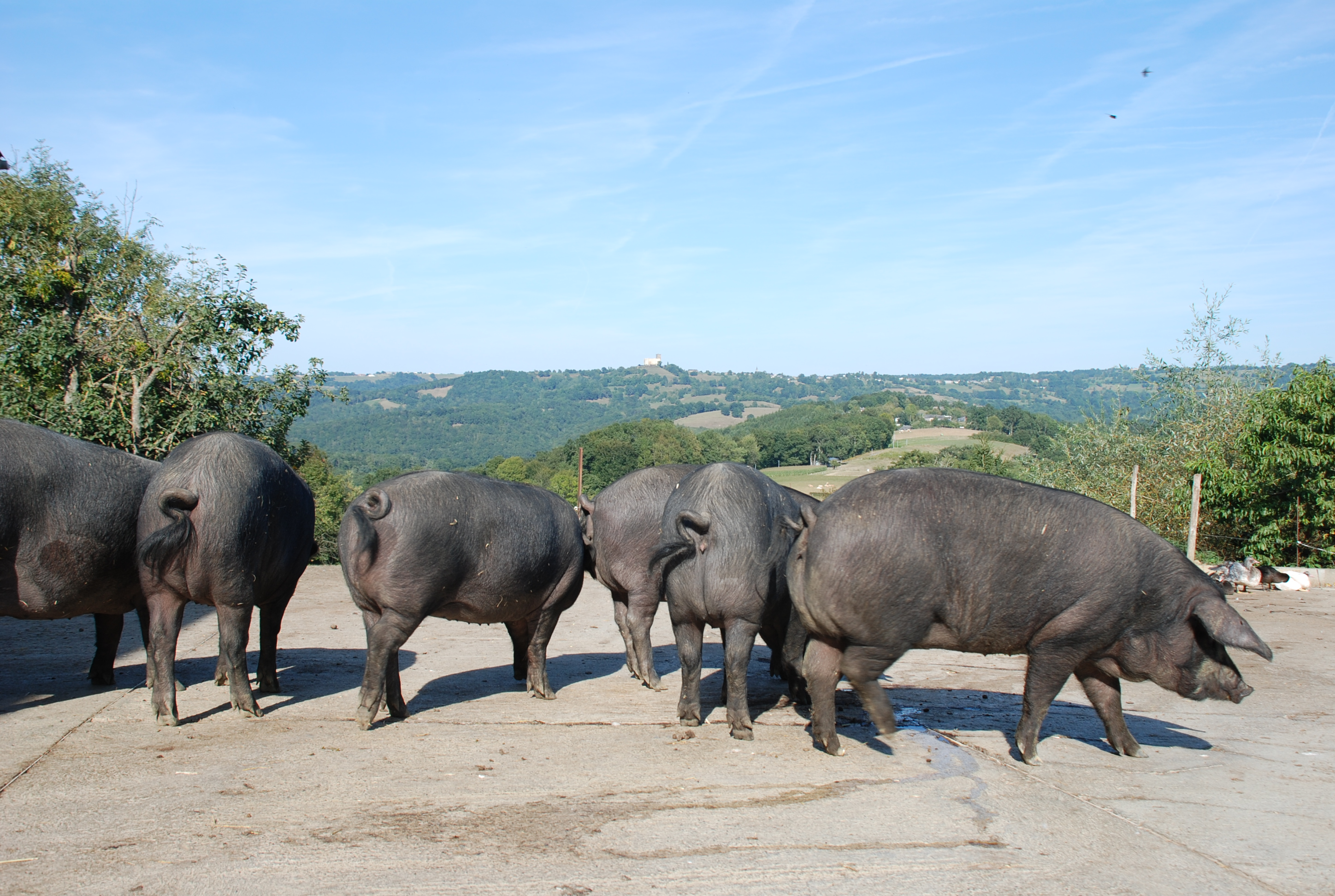
Porcs Noirs de Bigorre

Bettes liegt in den Zonen AOC der Schweinerasse Porc noir de Bigorre und des Schinkens Jambon noir de Bigorre.

Logo des Jakobswegs

### Sport und Freizeit
- Der Fernwanderweg GR 78, genannt La voie des Piémonts, führt von Carcassonne nach Saint-Jean-Pied-de-Port auch durch das Gemeindegebiet von Bettes. Er gilt als Jakobsweg neben den vier Hauptwegen in Frankreich.[9]

- Der regionale Fernwanderweg GR de Pays Tour des Baronnies de Bigorre verläuft parallel zum GR 79 und führt ebenfalls durch Bettes.[10]

### Verkehr
Bettes ist über die Routes départementales 26, 139, 484 und 726 erreichbar.